# Charles Katz
Charles Katz (* 9. Juli 1927 in Philadelphia; † 9. Mai 1974 in Rockville, Maryland)  war ein amerikanischer Mathematiker und Informatiker, der für seine Beiträge zur Entwicklung der frühen Compilertechnik bekannt ist.

## Leben
Katz studierte Mathematik an der Temple University, wo er 1950 den Bachelor machte. Er setzte sein Studium an der University of Pennsylvania fort, die ihm 1953 den Master verlieh. Bei Remington Rand arbeitete er zusammen mit Grace Hopper an der Entwicklung des Proto-Übersetzers A-0 und für die Sprache FLOW-MATIC.
Im Zuge der Bestrebungen eine universale Programmiersprache zu schaffen, wurde 1958 von der Gesellschaft für Angewandte Mathematik und Mechanik und der Association for Computing Machinery eine Zusammenkunft in Zürich organisiert, um die amerikanischen und europäischen Entwicklungslinien zu koordinieren. Teilnehmern waren Friedrich L. Bauer, Hermann Bottenbruch, Heinz Rutishauser und Klaus Samelson (von der GaMM) und John W. Backus, Charles Katz, Alan J. Perlis und Joseph Wegstein (von der ACM). Ergebnis der Bemühungen war die Sprache Algol 58, die den entscheidenden Einfluss auf die gesamte Entwicklung von Programmiersprachen nehmen sollte, und Vorläufer heute üblicher Sprachen ist.
Später arbeitete Katz bei der Burroughs Corporation.